# Baliza de la isla Hormiga
La baliza de Las Hormigas es una baliza situada a 2,5 millas al noreste de Cabo de Palos, en uno de los islotes más grandes de las islas de las Hormigas, en la costa de Cartagena, en la Región de Murcia. Está gestionada por la autoridad portuaria de Cartagena.

## Historia
Sirve como señal para evitar peligros en la navegación de los barcos, que durante años sufrieron naufragios en la zona.
Se proyectó en 1860 y su inauguración se produjo en 1862 de forma rectangular. Los temporales que azotan la zona obligan a realizar reparaciones constantes en su estructura, hasta el punto de que en ocasiones fue totalmente destruida. En 1870 se proyectó una nueva estructura, con la forma circular actual, ya que anteriormente era de forma rectangular.